# Claes Krantz
Claes Wilhelm Nicolaus Krantz, född 15 augusti 1897 i Marstrand, död 21 november 1964 i Göteborg, var en svensk författare och redaktör. Han gifte sig den 25 september 1934 med Vanja Lisbeth Nylén (1899-1975) i Göteborg.
Från 1925 var han medarbetare i Göteborgs Handels- och Sjöfartstidning. Dessutom har han skrivit reseskildringar och kulturhistoriska arbeten.